# Жуан-Диас
Жуан-Диас (порт. João Dias)  —  муниципалитет в Бразилии, входит в штат Риу-Гранди-ду-Норти. Составная часть мезорегиона Запад штата Риу-Гранди-ду-Норти. Входит в экономико-статистический  микрорегион Умаризал. Население составляет 2553 человека на 2006 год. Занимает площадь 88,173 км². Плотность населения — 29,0 чел./км².

## Статистика
- Валовой внутренний продукт на 2003 год составляет 5 435 393,00 реалов (данные: Бразильский институт географии и статистики).
- Валовой внутренний продукт на душу населения на 2003 год составляет 2112,47 реалов (данные: Бразильский институт географии и статистики).
- Индекс развития человеческого потенциала на 2000 год составляет 0,587 (данные: Программа развития ООН).